# Razor-qt
Razor-qt war eine leichtgewichtige Desktop-Umgebung für das X Window System auf Basis von Qt. Sie wurde inzwischen durch das Nachfolgeprojekt LXQt ersetzt.

## Eigenschaften
Razor-qt war noch in einem frühen Entwicklungsstadium. Mit Stand Februar 2012 unterstützt es ein Panel mit Anwendungs- und Desktopumschalter, einen Desktop, einen Anwendungsstarter, ein Einstellungscenter und Sitzungen. Die Komponenten können vom Benutzer einzeln aktiviert und deaktiviert werden.
Razor-qt arbeitet mit jedem modernen Fenstermanager zusammen, wie zum Beispiel Openbox, fvwm2 oder KWin. In einem Test eines Reviewers hat Razor-qt (getestet wurde Version 0.4, veröffentlicht im Dezember 2011) nur 114 MB Hauptspeicher benötigt und ist damit vergleichbar mit LXDE (108 MB).
Razor-qt beinhaltet einen Anmeldedialog für LightDM welcher unter anderem seit Ubuntu 11.10 als Display-Manager zum Einsatz kommt.
Die Portierung des bei LXDE eingesetzten Dateimanagers PCManFM von Gtk+ nach Qt hat auch eine Diskussion zur besseren Zusammenarbeit und Vermeidung von redundanten Entwicklungen in LXDE und Razor-qt in Gang gebracht.
Die Entwickler von LXDE und Razor-qt beschlossen, die Qt-Version von LXDE und Razor-qt zusammenzuführen. Im Mai 2014 erschien eine erste Version der neuen Qt basierenden LXDE-Desktopumbegung, nun LXQt genannt.